# Gustav Garbe
Gustav Garbe (* 29. März 1865 in Altona; † 18. Januar 1935 in Kiel) war ein deutscher Gewerkschaftsführer und ein Politiker der Sozialdemokratischen Partei Deutschlands (SPD). Er spielte eine wichtige Rolle beim Kieler Matrosenaufstand, bei den Februar-Unruhen 1919 und beim Kapp-Putsch in Kiel. Er war von Januar bis Februar 1919 sowie im März 1920 Gouverneur von Kiel.

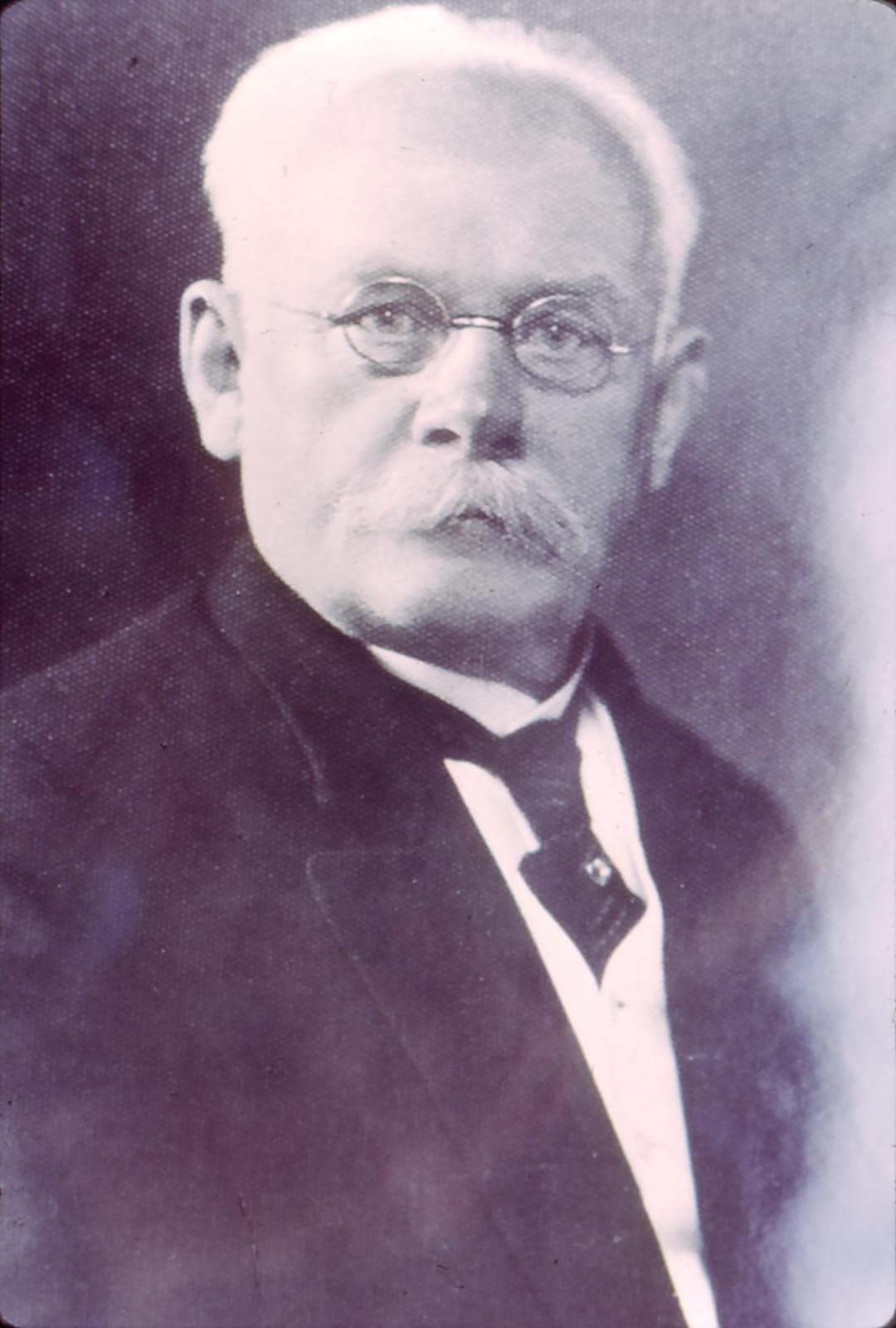
Gustav Garbes Foto im Kieler Gewerkschaftshaus, aufgenommen vermutlich in den 1920er Jahren.

## Altona, Hamburg, Kassel
Gustav Garbe wurde in Altona bei Hamburg geboren. Er wurde evangelisch-lutherisch getauft. Sein Vater war vermutlich Wilhelm Paulsen. Sein Adoptiv-Vater war der Tischler Wilhelm Friedrich Garbe. Seine Mutter war Dorothea Magdalena Sophie Sievers aus Fliegenberg.
Er machte eine Ausbildung zum Schlosser und lebte zunächst in Hamburg, wo er 1884 in die SPD eintrat. Im August 1890 zog er nach Kassel und wurde ein Jahr später Mitglied des Deutschen Metallarbeiter-Verbands.
Von 1892 bis 1904 war er sowohl Vorsitzender des Gewerkschaftskartells in Kassel als auch Vorsitzender und Vertrauensmann für die SPD in Kassel. Zugleich war er auch Vorsitzender der Agitationskommission für Waldeck und Hessen. Er war Parteitagsdelegierter und kandidierte einmal erfolglos für den Reichstag.
In persönlichen Gesprächen war Garbe ein Stotterer. Das Stottern trat jedoch bei Reden in Versammlungen nicht auf.
Ab 1894 wurde sein Beruf mit Zigarrenhändler angegeben. Ab 1900 trat er als Redakteur und Verleger des Casseler Volksblatts in Erscheinung. Fünf Jahre später meldete sich Garbe nach Hamburg ab und Philipp Scheidemann übernahm die Arbeit bei der Zeitung. Im Jahr 1909 siedelte Garbe nach Kiel über.

## Kiel
Vermutlich noch im selben Jahr wurde Garbe Vorsitzender des Kieler Gewerkschaftskartells und Erster Bevollmächtigter der Metallarbeitergewerkschaft DMV. Diese Ämter versah er bis 1920 oder 1921. Sein Beruf wird im Kieler Adressverzeichnis zunächst mit Schlossergeselle, später mit Gewerkschaftsbeamter angegeben. Der Ausdruck Beamter war damals im privaten Bereich gleichbedeutend mit Angestellter. Garbe musste sich um die Bewältigung des stetigen Mitgliederzuwachses der Gewerkschaften nach der Aufhebung des Gesetzes zur Unterdrückung der Arbeiterbewegung 1890 ("Sozialistengesetz") kümmern. Dazu wurden zahlreiche kleinere Gewerkschaften im DMV zusammengefasst. Er musste insbesondere zahlreiche Arbeitskämpfe führen gegen die Arbeitgeber, besonders der Werften, die mit äußerster Härte gegen streikende Arbeiter vorgingen. Im Jahr 1910 führte der Kieler DMV seinen bis dahin größten Arbeitskampf, der 10 Wochen dauerte.

## Erster Weltkrieg
Während des Krieges hielt sich Garbe mit Äußerungen zu diesem Thema zurück. Auf einer DMV-Konferenz 1919 in Stuttgart übte er jedoch deutliche Kritik am damaligen Verhalten von Gewerkschafts- und SPD-Führung. Beim Januarstreik 1918 und verschiedener Streiks in den Jahren zuvor arbeitete er mit der USPD zusammen. Der Kieler Polizeipräsident vermutete, dass Garbe „das treibende Element der ganzen Bewegung“ sei. Die Marineführung in Kiel wandte sich sogar an den DMV-Vorsitzenden Alexander Schlicke, der vergeblich „Abhilfe“ versprach. Garbe selbst erklärte später, er habe sich mit seinen Streiks "durchgeschlängelt […], ohne dass es gelungen ist, ihn zupacken, so gerne man es getan hätte."
Im Jahr 1916 war Garbe auch für wenige Monate SPD-Parteiführer in Kiel, gab dieses Amt jedoch wegen Arbeitsüberlastung wieder ab.

## Der Kieler Matrosen- und Arbeiteraufstand
Nach dem Bekanntwerden des von Erich Ludendorff von der Obersten Heeresleitung verlangten Ersuchens um Waffenstillstand im Oktober 1918 berief Garbe eine Vertrauensmännerversammlung ein. Auf dieser sei, nach einer Meldung der SHVZ, in sehr deutlicher Weise der Wille, den Krieg nun auch wirklich zu beenden, zum Ausdruck gebracht worden. Die Marineführung rechnete mit größeren Streiks der Kieler Arbeiterschaft. Als die Besatzungen des nach Kiel beorderten III. Geschwaders die Freilassung ihrer nach den Befehlsverweigerungen vor Wilhelmshaven verhafteten Kameraden verlangten, kam es am 3. November 1918 abends zu einer großen Versammlung im Vieburger Gehölz, an der auch viele Arbeiter teilnahmen und auf der auch Garbe sprach. Von den politischen Inhalten her dürften die Reden der am Mittag, auf einer ebenfalls großen Versammlung im Kieler Gewerkschaftshaus, mit Zustimmung der USPD verabschiedeten Resolution entsprochen haben. Darin hieß es: "…dass die Fortführung des Krieges bis zum Äußersten die völlige Vernichtung Deutschlands bedeuten würde und ein Verbrechen wäre, dem sich das deutsche Volk mit aller seiner Kraft widersetzen müßte." Während viele der Versammelten im Vieburger Gehölz forderten, in die Stadt zu marschieren und die Kameraden zu befreien, riet Garbe, mit Aktionen noch ein bis zwei Tage zu warten, da die Arbeiter etwas ähnliches auf der demnächst stattfindenden Vertrauensmännersitzung planen würden. Er konnte sich aber nicht durchsetzen und die Menge marschierte zur Marinearrestanstalt in der Feldstraße. Die große Demonstration endete im Kugelhagel einer Patrouille. Dies führte dann aber zu solch einer Empörung, dass es Tags darauf zum Umsturz kam. Während Garbe zunächst als zögerlich wahrgenommen wurde, beteiligte er sich aber energisch an der Durchführung des Aufstands. Er nahm teil an den Verhandlungen mit der Marineführung und dann auch mit den von der Regierung und der SPD-Führung entsandten Vertretern. Er arbeitete mit an der Organisierung eines Generalstreiks in Kiel und an der Konstituierung eines Arbeiterrats. Die Obleute der Großbetriebe, vierzehn Vorstandsmitglieder beider sozialdemokratischer Parteien und Garbe als Vorsitzender des Gewerkschaftskartells bildeten am frühen Morgen des 5. Novembers 1918 den Arbeiterrat und wählten Garbe zum Vorsitzenden. Der Rat konstituierte sich im heutigen Garbe-Saal des Kieler Gewerkschaftshauses.
Garbes erste Aktionen bestanden darin, die Stadtverwaltung mit dem erzreaktionären Oberbürgermeister Lindemann und das Oberpräsidium Schleswig-Holsteins (das damals seinen Sitz in Kiel hatte) mittels Beigeordneter zu kontrollieren. Wegen der herausragenden Bedeutung übernahm der Arbeiterrat selbst das Ernährungsamt. Seit den Hungerprotesten 1917 waren die Arbeiter bereits mit einer größeren Gruppe in der städtischen Lebensmittelkommission vertreten und hatten viel Erfahrung sammeln können.
Am 6. November schien Kiel jedoch nach wie vor isoliert zu bleiben, eine große Unsicherheit breitete sich aus und Gustav Noske unternahm einen gründlich ausgearbeiteten Versuch, den Kieler Aufstand zu beenden. In einer großen Versammlung beschrieb er den Aufständischen die großen Schwierigkeiten vor denen eine isolierte Kieler Bewegung stünde, was insbesondere die Lebensmittelversorgung und die Auszahlung der Löhne anbelangte. Dann machte er weitreichende Angebote, falls der Aufstand abgebrochen würde. Doch nicht nur der USPD-Anführer des Aufstands Lothar Popp, sondern auch Garbe sprachen sich entschieden gegen den Abbruch aus. In der Abstimmung musste Noske eine eindeutige Niederlage einstecken. Garbe bezog sich vermutlich auf diesen Vorfall, wenn er 1919 in seiner Rede auf der Gewerkschaftskonferenz in Stuttgart sagte: "Erst dadurch, dass die Soldaten und Arbeiter Hand in Hand gingen, erst dadurch, dass man sich seinerzeit, obgleich man den Haußmann und den Noske hat nach Kiel kommen lassen, wo wir sie damals eingewickelt haben, nicht hat beeinflussen lassen, erst dadurch ist es möglich geworden …"
Den Schwerpunkt seiner Tätigkeit sah Garbe jedoch im Bereich der Wirtschaft. Garbe verhandelte mit den Arbeitgebern und besonders mit den Werftunternehmern, setzte aber auch einiges ohne Verhandlungen durch. Die Akkordarbeit wurde abgeschafft. Der Achtstundentag und eine Arbeitsvermittlung, die sich in einem Flügel des Schlosses niederließ (der bisherige Bewohner, der Bruder des Kaisers, Prinz Heinrich, war geflohen), wurden eingeführt. Der Kampf um den Erhalt der Arbeitsplätze in der Reichswerft, der früheren Kaiserlichen Werft und der Torpedowerkstatt in Friedrichsort gestaltete sich besonders schwierig. Laut Garbe hatte das zuständige Reichsverwertungsamt nur Interesse am Ausverkauf aber nicht am Erhalt der Werke. Dass es schließlich gelungen war, die Betriebe aufrechtzuerhalten, schrieb Garbe dem intensiven Einsatz vom Vorstand des Gewerkschaftskartells, sowie den Betriebsräten in Friedrichsort und auf der Reichswerft zu.
Gegenüber der populären Forderung nach einer Sozialisierung der Wirtschaft sprach sich Garbe gegen eine schnelle Umsetzung aus. Auf dem Reichsrätekongress in Berlin unterstützte er die vorgezogene Einberufung der Nationalversammlung, war aber der Ansicht, dass die Räte daneben weiter existieren sollten, und dass insbesondere die Arbeiterräte weiter die Fabrikbetriebe mit zu leiten hätten.

## Garbe wird Gouverneur
Als Noske Ende Dezember 1918 nach Berlin gerufen wurde, um nach dem Rücktritt der USPD-Mitglieder in den Rat der Volksbeauftragten einzutreten, wurde Garbe am 11. Januar 1919 vom Arbeiterrat und vom Obersten Soldatenrat (OSR) zum Nachfolger Noskes als Gouverneur gewählt und gab den Vorsitz des Kieler Arbeiterrats ab. Noske und der neue Chef des Personalamts Konteradmiral Adolf von Trotha wollten zunächst wieder einen Seeoffizier (Hugo Meurer) als Chef der Marinestation und Gouverneur haben, gaben aber nach.
Während Garbe bereits als Gouverneur vorgesehen war, bauten die Deckoffiziere, auf Anforderung Noskes, die 1.000 Mann starke Eiserne Brigade (offizieller Name: 1. Marine-Brigade) auf. Durch die fortgeschrittene Demobilisierung verfügten die Deckoffiziere mittlerweile über eine starke Stellung im Soldatenrat und konnten die Gegner überstimmen. Der bisherige Vorsitzende Karl Artelt (USPD) trat daraufhin zurück. Die Truppe wurde in den Kämpfen in Berlin und in weiteren Städten, darunter auch Bremen, eingesetzt. Sie war aber im Gegensatz zu den später entstandenen Marine-Brigaden (Ehrhardt, Loewenfeld) eine republikanisch gesinnte Truppe. Garbe setzte die von Noske begonnene Zusammenarbeit mit den Deckoffizieren fort.
Am 19. Januar 1919 fanden die Wahlen zur Nationalversammlung statt. Garbe ließ die Sicherheitstruppe des OSR bereits am 13. Januar Posten beziehen und schickte Patrouillen durch die Straßen; auch weil am 7. Januar Erwerbslose das Rathaus gestürmt, und eine große Erhöhung der Unterstützung erzwungen hatten. Bei den Wahlen kam es zu keinerlei Störungen. Die Ergebnisse verliefen für die USPD in Kiel und im Reich enttäuschend. Trotz großer Proteste verordnete Noske nun eine Rückgabe der Kommandogewalt an die Offiziere und schränkte die Befugnisse der Soldatenräte stark ein. Auch die Kieler Räte protestierten vergeblich.

## Die Februar-Unruhen 1919 in Kiel
In Bremen waren große Teile der Arbeiterbewegung ebenfalls unzufrieden mit der Entwicklung. Ende Januar 1919 eskalierte der Konflikt und Bremen wurde zur Räterepublik erklärt. Als Noske ansetzte, die Spannungen militärisch zu lösen und sich dabei insbesondere auf die Kieler 1. Marine-Brigade stützte, kam es auch in Kiel zu großen Protesten. Diese weiteten sich zu einer umfassenden Aktionseinheit und zum Generalstreik aus. Garbe, der Arbeiterrat und der Soldatenrat versuchten die Situation zu entschärfen, indem sie ein Flugblatt herausbrachten. Darin forderten sie von der Regierung den Konflikt durch Verhandlungen zu lösen und ein demokratisches Volksheer aufzubauen, um die "jetzt bestehenden Söldnertruppen überflüssig zu machen." Außerdem kam man der steigenden Kritik an der von den Deckoffizieren dominierten Sicherheitswehr des Soldatenrats entgegen und kündigte eine Neuformierung an. „Es sollen auch Leute eingestellt werden, die schon entlassen waren und die Gewähr dafür bieten, dass sie die Errungenschaften der Revolution aus Überzeugung verteidigen werden.“
Der KPD und ihren Sympathisanten gingen die Maßnahmen nicht weit genug. Sie überfielen Waffenläden und Posten der Sicherheitswehr. Mit den erbeuteten Waffen besetzten sie kurzfristig die Marinestation und versuchten in eine Kaserne einzudringen. Man wollte Truppen an Kiel binden, damit diese nicht gegen Bremen eingesetzt werden konnten. Garbe sah sich gezwungen militärisch vorzugehen. Die Deckoffiziere ergänzten die Sicherheitstruppe mit Studenten, darunter viele frühere Offiziere, sowie mit Marineoffizieren in Mannschaftsuniform, und schlugen den Angriff auf die Kaserne ab. Es gab Tote und Verletzte. Angesichts der energischen Haltung Garbes, der sogar für einen Tag den Belagerungszustand verhängte, gaben die militanten Linken bald auf. Garbe und die Räte versuchten die Wogen schnell zu glätten, zogen die Waffen von den Studenten wieder ein und ließen die nach den Schießereien verhafteten KPD-Mitglieder wieder frei. Garbes Bemühen, die Gegensätze in der Arbeiterbewegung nicht weiter zu vertiefen zeigte sich auch wenige Wochen später als er in einer Sitzung in der Marinestation den Stabschef Konteradmiral Küsel kritisierte: "…ich habe Küsel gegenüber zum Ausdruck gebracht, dass man sich betreffs der Zurverfügungstellung zum Schutz in der Schutztruppe zurückhaltend bewegen soll, ich habe das auch den Studenten gesagt. In der Praxis hat sich aber der Andrang, mitzuhelfen, in einer Art und Weise gezeigt, wie man es nicht verantworten kann, da hat es sich gezeigt, dass Sie, Herr Admiral, es nicht fertig gebracht haben, auf Ihre Kameraden so einzuwirken, wie es notwendig gewesen wäre." Garbe ließ auch die Sicherheitstruppe umbilden. Kuhl vermutet, dies habe dazu beigetragen, dass in den Tagen des Kapp-Putsches in Kiel relativ schnell eine Arbeiterwehr aufgebaut werden konnte.
Korvettenkapitän Wilfried von Loewenfeld baute bereits seit Mitte November 1918 heimlich ein Freikorps auf. Während der Februar-Unruhen erhielt er von Noske die offizielle Erlaubnis zur Aufstellung der 3. Marine-Brigade. Dies führte wiederum zu großen Protesten in der Kieler Arbeiterbewegung und bei den Räten. In den Verhandlungen machte Noske jedoch keine Konzessionen mehr. Am 10. März gab Garbe die Erklärung ab, dass er und der Soldatenrat mit Konteradmiral Meurer als Stationschef einverstanden seien. Garbe wurden damit die militärischen Kompetenzen entzogen. Er wurde zum "Zivilgouverneur" herabgestuft. Der offizielle Titel lautete: "Regierungsbeauftragter für Arbeiterfragen und für politische Fragen der Marine." Die Sicherheitswehr des Soldatenrats kam unter den Einfluss der Seeoffiziere. Garbe kommentierte dies auf einer Sitzung in der Station: "Wenn es aber die Regierung will, dann gehe ich, dann weiß ich aber auch, wie ich auf andere Art und Weise die Interessen der Arbeiter zu wahren habe." Anfang Juni 1919, nach der Verabschiedung des Gesetzes über die vorläufige Reichsmarine wurden die Soldatenräte und Mitte Juni auch das Amt des "Zivilgouverneurs" abgeschafft.
Als im Januar 1920 das Betriebsrätegesetz verabschiedet wurde, das weit entfernt von der ursprünglichen Idee einer weitgehenden Kontrolle der Wirtschaft war, äußerte sich Garbe enttäuscht: „Das Betriebsrätegesetz ist alles andere, als ein Gesetz, mit dem man etwas anfangen kann. Es ist nicht Fisch und nicht Fleisch. Aufgabe der Gewerkschaften wird es sein, aus dem Gesetz erst etwas zu machen. Und da gilt es die gewerkschaftlichen Organisationen kraftvoll auszubauen und die Tausende, die in den Revolutionsmonaten zu uns gekommen sind, erst zu klassenbewußten Arbeitern zu machen.“

## Kapp-Putsch, März 1920
Im März 1920 putschten Kapp, Lüttwitz und Ludendorff in Berlin. Der neue Chef der Marinestation der Ostsee in Kiel, Konteradmiral Magnus von Levetzow, (sein Vorgänger Meurer war wegen Beleidigung der Regierung entlassen worden) unterstützte den Putsch und gab Befehl Reichspräsident Ebert und Wehrminister Noske, die er in Hamburg vermutete, bei etwaiger Ankunft in Kiel zu verhaften. In Preußen und den norddeutschen Staaten war im Gefolge der Unruhen anlässlich der Verabschiedung des Betriebsrätegesetzes der Ausnahmezustand verhängt worden. Damit hatte Levetzow die vollziehende Gewalt erhalten, musste aber in zivilen Angelegenheiten einen Regierungskommissar konsultieren. Dazu war der Kieler Polizeipräsident Wilhelm Poller ernannt worden (Garbe, der ebenfalls zur Auswahl gestanden hatte, war von Noske als ganz ungeeignet bezeichnet worden). Levetzow ließ Poller widerrechtlich unter Hausarrest stellen. Auch in Kiel trat die Arbeiterschaft in den Generalstreik. Auf einer großen Versammlung auf dem Wilhelmplatz sprach Garbe zu mehreren tausend Menschen. Er rief die Arbeiter dazu auf, sich bereitzuhalten, auch gegen militärische Maßnahmen der Reaktion vorzugehen. Anschließend beteiligte er sich daran, Waffen und Munition zu organisieren. Levetzow ließ ihn und weitere SPD-Führer verhaften.
Levetzow mobilisierte die Zeitfreiwilligen, drohte den „Rädelsführern“ mit der Todesstrafe und stützte sich bei den beginnenden bewaffneten Übergriffen gegen die Verteidiger der Republik und der Demokratie besonders auf die Loewenfelder. Die Hauptmacht des Freikorps stand unter Loewenfeld in Schlesien, es befand sich aber ständig ein Bataillon in Kiel, das sporadisch ausgetauscht wurde. Nachdem Kapp und Lüttwitz in Berlin am 17. März aufgeben mussten, wurden die verhafteten Arbeiterführer, darunter auch Garbe, freigelassen. Doch Levetzow machte weiter. Am 18. März wollte er unter dem Vorwand des Kampfes gegen den "Bolschewismus" das Gewerkschaftshaus, in dem sich damals auch die Zentrale der SPD befand, erobern lassen und damit den Verteidigern von Demokratie und Republik noch in dieser Phase eine Demütigung zufügen. Die inzwischen aufgebaute Arbeiterwehr konnte im Verbund mit der Sicherheitspolizei, die ihre reaktionären Offiziere abgesetzt hatte, den Vormarsch stoppen und die Putschtruppen zurückdrängen. Bei den Kämpfen kam es zu vielen Toten und Verwundeten. Man sprach von Kiels "blutigem Donnerstag". Levetzow wollte, obwohl er inzwischen abgesetzt worden war, in der Wik mit den restlichen Truppen weitermachen, doch Garbe trat ihm dort entgegen. Levetzow musste schließlich flüchten, wurde aber in Lütjenburg erkannt und verhaftet. Die Loewenfelder mussten sich zurückziehen und gelangten nach einigen Tagen über Umwege ins Lockstedter Lager.
Am 19. März 1920 wurde Garbe in Abstimmung mit der Reichsregierung zum Gouverneur ernannt und Konteradmiral Ewers, der Nachfolger Levetzows, wurde sein militärischer Beirat. Doch nachdem weitere Bemühungen der Seeoffiziere bekannt geworden waren, eine Aufarbeitung ihrer Rolle zu sabotieren, übernahm Garbe am 25. März auch die Geschäfte des Militärbefehlshabers. Die Seeoffiziere wurden vorläufig zur Überprüfung ihres Verhaltens beurlaubt. Einige wurden von den Mannschaften für unbelastet erklärt. Jedoch verweigerten alle die weitere Mitarbeit und deshalb wurde, mit Genehmigung des neuen Wehrministers, der vermutlich 1919 zum Leutnant zur See beförderte, frühere Deckoffizier ("Volksoffizier") Carl von Seydlitz, zum Stationschef gewählt.
Garbe sorgte für eine straffe Organisation der Arbeiterwehr, die von allen Arbeiterparteien und den Gewerkschaften getragen wurde. Doch die Truppe musste schon Ende April 1920 wieder aufgelöst werden. Dabei spielten auch Forderungen der Alliierten eine Rolle, paramilitärische Verbände zur erlaubten Anzahl der Soldaten hinzuzuzählen. Die Regierung stellte ihre Zahlungen ein. Garbe fügte sich, gab aber im Reichswehrministerium folgende Erklärung ab: „Man sei in Kiel nicht so schlapp wie in Berlin, und wenn er die Auflösung der Arbeiterwehr anordnen würde, so stände der Ausführung dieses Befehls nichts im Wege. Darüber aber müsse man sich im klaren sein, dass die Waffen und Ausrüstungsgegenstände nicht abgegeben würden. Die Arbeiter hätten bewaffnet zu bleiben, nicht zum Schutze der Regierung, wohlgemerkt, sondern zum Schutze der Republik.“
Nachdem der neue Reichswehrminister die Seeoffiziere wieder eingesetzt hatte, konnten diese ihre Position festigen und drängten nach und nach alle jene, die sich ihnen beim Putsch entgegengestellt hatten, aus der Reichsmarine.

## Der weitere Lebensweg
Garbe war Stadtverordneter in Kiel für die SPD von 1919 bis 1924. Nach 1920 trat er als Vorsitzender des Gewerkschaftskartells und als Bevollmächtigter der Metallgewerkschaft zurück. In den Adressbüchern von 1927 und 1930 wird Garbes Beruf mit „Soz. Berater“ angegeben. Kuhl nimmt an, dass Garbe nach seinem Rückzug aus der Gewerkschaftsarbeit als Sozialberater bei der Stadt angestellt wurde. Im Adressbuch von 1934 wird er dann als Rentner aufgeführt. Am 18. Januar 1935 starb er im Alter von 69 Jahren in Kiel.

## Ehen
Im Jahr 1894 heiratete Garbe Anna Christine Wagner, verwitwete Grimm, die im selben Jahr verstarb. Zwei Jahre später heiratete er Martha Elisabeth Appel. Diese Ehe wurde 1910 in Kiel geschieden. Noch im selben Jahr heiratete er Emma Dabelstein, die 1932 in Kiel verstarb.

## Würdigungen

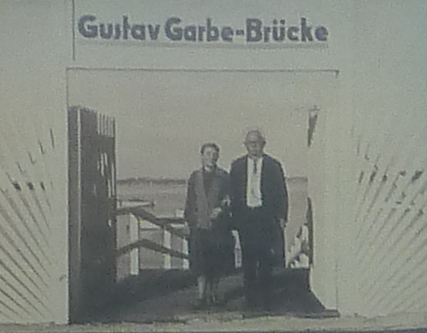
Garbe mit Frau vor der nach ihm benannten Schiffbrücke, vermutlich 1930.

Ein Saal des Kieler Gewerkschaftshauses ist nach ihm benannt, dort hängt auch ein Foto von ihm. Die Freie Turnerschaft Wassersport (heute die Segler-Vereinigung Kiel), weihte 1930 ihre neue Schiffsbrücke an der heutigen Kiellinie ein und nannte sie in Erinnerung an die Leistungen des Arbeiterführers „Gustav-Garbe-Brücke“. Der Arbeitskreis Geschichte der Kieler SPD setzte sich zusammen mit der Segler-Vereinigung Kiel für die Neubenennung der Bootshafen-Brücke nach Gustav Garbe ein. Diese wurde dann am 3. November 2016 in einer kleinen, von der Stadt Kiel organisierten, öffentlichen Zeremonie vor Ort vorgenommen. In der Nähe der Brücke stellte die Stadt später eine Informationstafel (Stele) über Garbe auf.